# Patentee

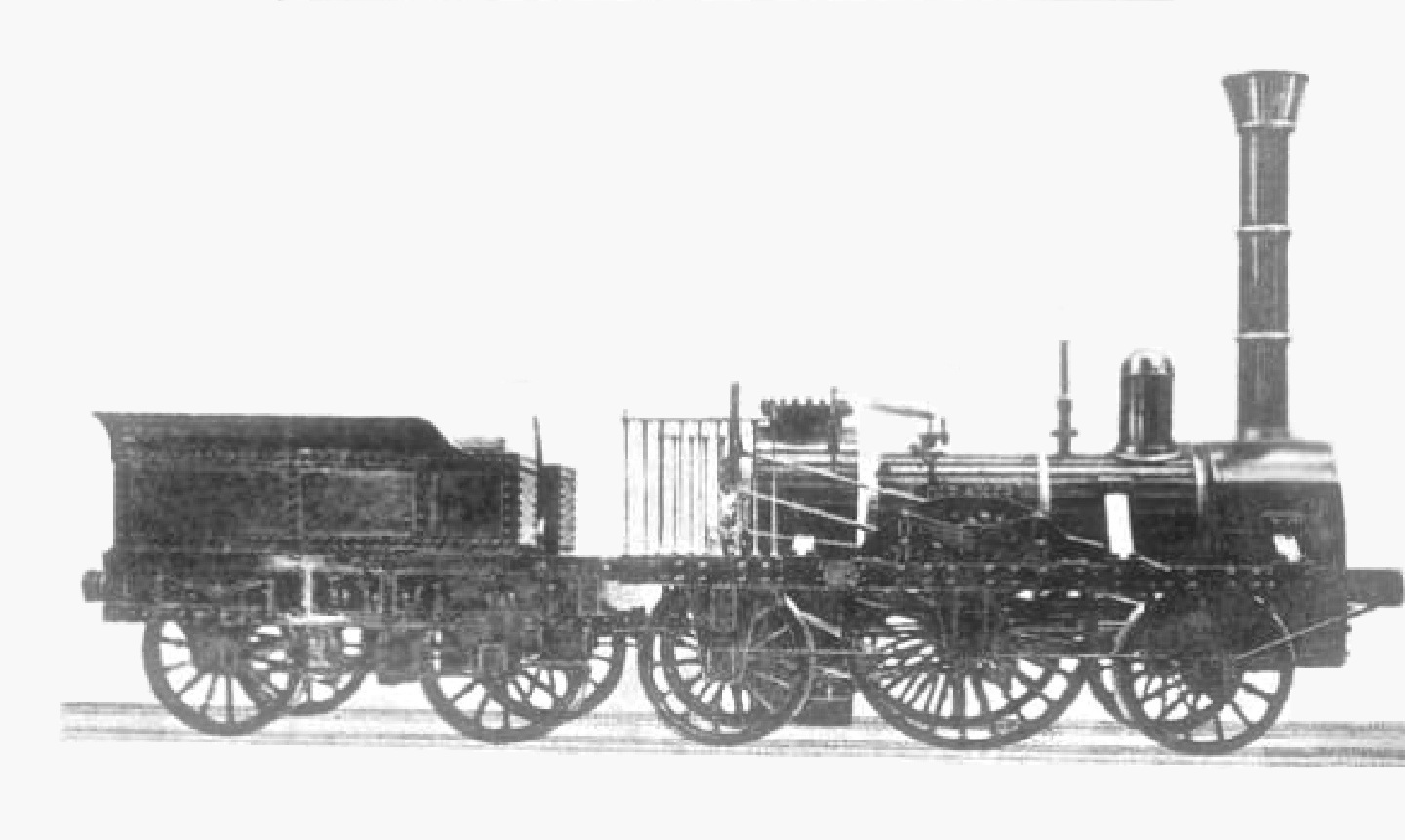
Lokomotive Adler vom Typ Patentee

Patentee war ein 1A1-Dampflokomotivtyp, der 1833 von Robert Stephenson and Company als Vergrößerung des 1A-Planet-Typs eingeführt wurde. Die aus einer Vorlauf-, einer angetriebenen Treib- und einer Schleppachse bestehende Achsfolge erzielte nicht nur eine größere Stabilität, sondern sie ermöglichte auch eine größere Feuerbüchse als bei den älteren A1- und 1A-Typen.
Bei der ersten erfolgreich in Deutschland eingesetzten Lokomotive Adler handelte es sich um eine von Robert Stephenson and Company gebaute Patentee. Weitere Exemplare wurden in die Niederlande (insbesondere 1839 der Arend) sowie nach Russland und Italien exportiert. Auch bei der ersten in Belgien gebauten Dampflokomotive Le Belge handelte es sich um eine Patentee, hergestellt 1835 von John Cockerill unter Lizenz von Stephenson. Bis 1838 war dieser Typ die übliche Bauart für Reisezuglokomotiven von Robert Stephenson and Company.